# Amiral Grigorovitch
Pour les articles homonymes, voir Grigorovitch.
L'Amiral Grigorovitch est une frégate, navire de tête de sa classe en service dans la marine russe. Ayant comme port d'attache Sébastopol, le navire fait partie de la flotte de la mer Noire. Il est nommé d'après l'amiral Ivan Konstantinovitch Grigorovitch (1853-1930).

## Historique

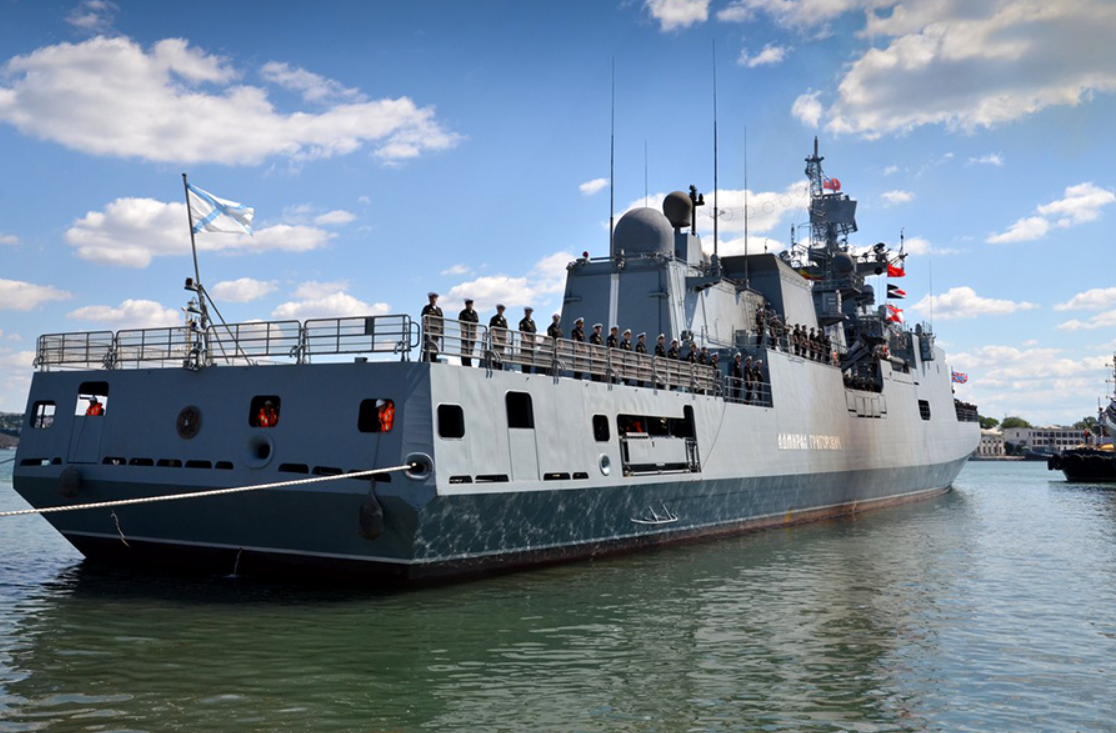
LAmiral Grigorovitch à Sébastopol le 10 juin 2016.

Sa quille est posée au chantier naval Iantar à Kaliningrad le 18 décembre 2010, il est lancé le 14 mars 2014 et mis en service avec le numéro de fanion 745 le 11 mars 2016. Après sa commission, le navire rejoint la 30e brigade de navires de surface de la flotte de la mer Noire basée à Sébastopol.
En novembre 2016, l'Amiral Grigorovitch est déployé en mer Méditerranée et positionné au large des côtes syriennes dans le cadre de l'intervention russe pendant la guerre civile syrienne. Au cours de la campagne militaire russe en Syrie, l'Amiral Grigorovitch participe à une opération à grande échelle visant à frapper des cibles en Syrie en lançant des missiles de croisière Kalibr, frappant des cibles dans les régions d'Idleb et de Homs,.
Le 25 août 2018, la flotte de la mer Noire annonce son déploiement en compagnie de son navire jumeau Amiral Essen, effectuant un « passage prévu de Sébastopol à la mer Méditerranée » pour rejoindre le groupe opérationnel méditerranéen de la marine russe.
Entre janvier et mars 2019, le navire est en cale sèche à Sébastopol pour un entretien programmé,.
En mai 2020, l'Amiral Grigorovitch et le remorqueur Nikolaï Muru sont déployés dans l'océan Indien, avant de revenir à Sébastopol le 26 juin 2020. Le 24 décembre 2020, le navire rejoint la mer Méditerranée et le 11 février 2021, arrive à Karachi (Pakistan) pour des exercices en compagnie du patrouilleur Dmitry Rogatchev et du remorqueur SB-739. Les exercices ont lieu du 15 au 16 février 2021. Les participants se concentrent sur la coopération pour repousser les attaques de petites cibles rapides et effectuent des manœuvres conjointes, ainsi que des mesures conjointes contre la piraterie, des opérations de recherche et des tirs d'artillerie. Le 28 février, l'Amiral Grigorovitch fait escale à Port-Soudan. La visite a lieu des mois après un accord russo-soudanais pour l'établissement d'une base navale de la marine russe à Port-Soudan et il s'agit de la première visite d'un navire de guerre russe au Soudan dans l'histoire moderne. À la fin mars, le navire suit le groupe aéronaval de l'USS Dwight D. Eisenhower au sud-ouest de la Crète, prenant le relais de la frégate Amiral Kasatonov. Le Dmitry Rogatchev retourne en mer Noire le 3 avril.
Début 2022, la frégate est déployée en Méditerranée dans le cadre d'une concentration des forces navales russes lors de l'invasion russe de l'Ukraine.
Fin novembre, il appareille de Tartous, probablement pour suivre le porte-avions français Charles de Gaulle déployé en Méditerranée orientale. En avril 2023, la frégate quitte la Méditerranée et transite par l'Atlantique vers la Baltique. Le navire est signalé dans l'océan Atlantique en juin. Des réparations prévues sont achevés dans la Baltique en octobre 2023.